# Charles Van der Stappen
Pierre Charles Van der Stappen (Sint-Joost-ten-Noode, 19 december 1843 – Brussel, 21 oktober 1910) was een Belgisch beeldhouwer.

## Leven en werk
Van der Stappen volgde een opleiding aan de Academie in Brussel (1859-1868). Hij woonde en werkte enige tijd in Parijs en maakte een studiereis naar Italië. Later werd hij leraar aan de Brusselse Academie. Leerlingen van hem waren onder meer George Minne, Ernest Wijnants, Rik Wouters, Rudolf Ribarz en Abraham Hesselink. Hij was lid van kunstenaarsgroep Les XX.
Vanaf 1893 werkte hij samen met Constantin Meunier aan de decoratie van de Kruidtuin in Brussel. Het park werd tussen 1894 en 1898 aangekleed met 52 beelden, uitgevoerd door een reeks bekende beeldhouwers.
Zij waren ook betrokken bij de inrichting van het Jubelpark. De invloed van Meunier is te zien in het beeld Les Bâtisseurs de Villes (1898).
Voor de  triomfboog van het Jubelpark (1905) maakte Van der Stappen beelden van de provincies Luik en Antwerpen. Aan deze boog werkten onder anderen ook Thomas Vinçotte en Jef Lambeaux mee. 
Beroemd is de ontmoeting die in augustus 1902 plaatsvond in Van der Stappens atelier tussen de jonge Stefan Zweig en diens idool Emile Verhaeren, die er poseerde voor een buste. Zweig beschreef zijn intense indrukken van dat moment in Erinnerungen an Emile Verhaeren (1917) en later nog eens in De wereld van gisteren.

## Werken (selectie)
- Willem van Oranje (1883), Zavel - Brussel
- Grafmonument Louis Artan (1895), Oostduinkerke, samen met Victor Horta
- De Tijd (1898),  Nationale botanische tuin, Meise
- Les Bâtisseurs de Villes (1898), Jubelpark, Brussel
- Théodore Baron (1902), Namen
- monument Alfred Verwee (1903), Schaarbeek
- Provincies Luik en Antwerpen (1905), Jubelpark, Brussel

## Galerij

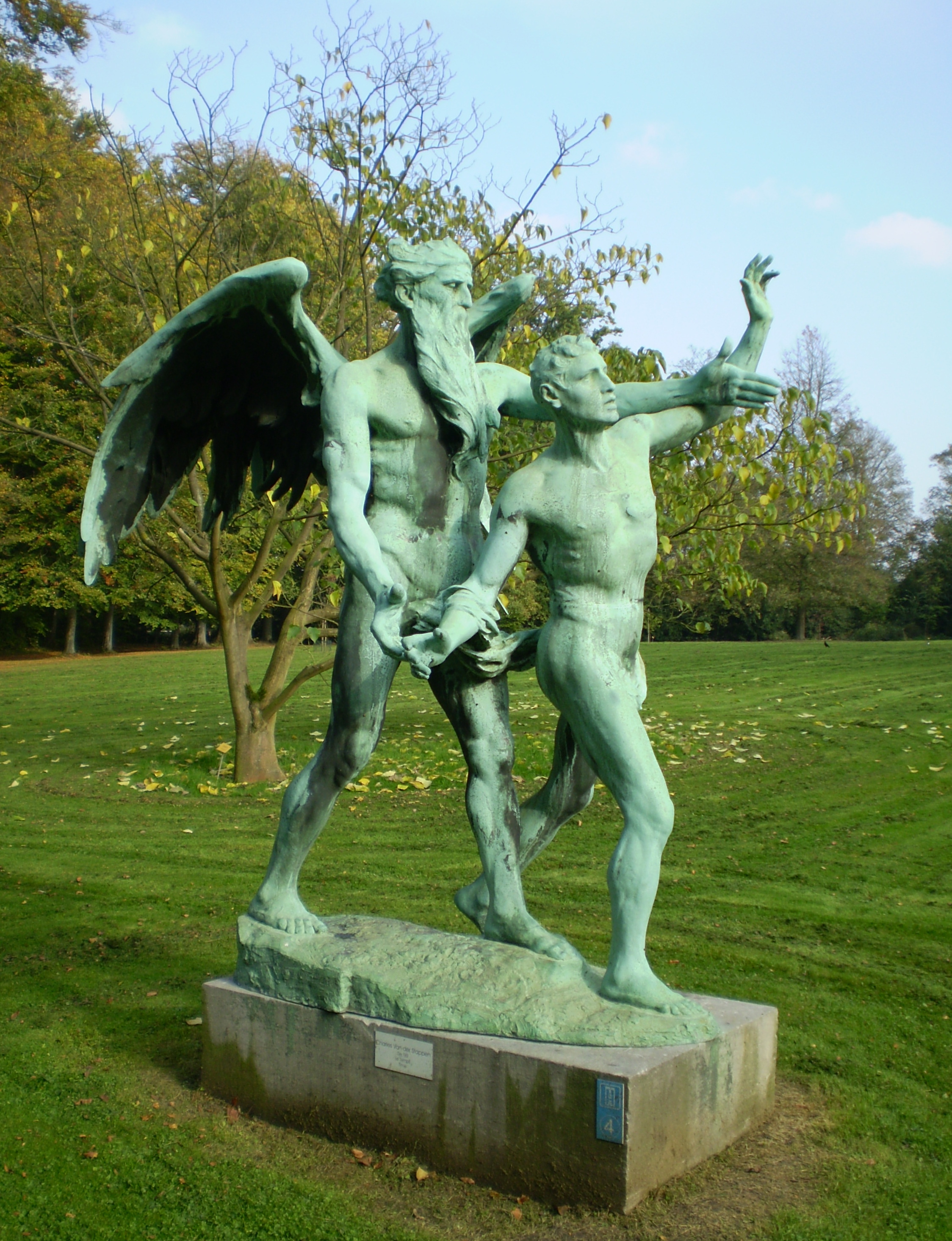
De Tijd (1898), Nationale Plantentuin van België
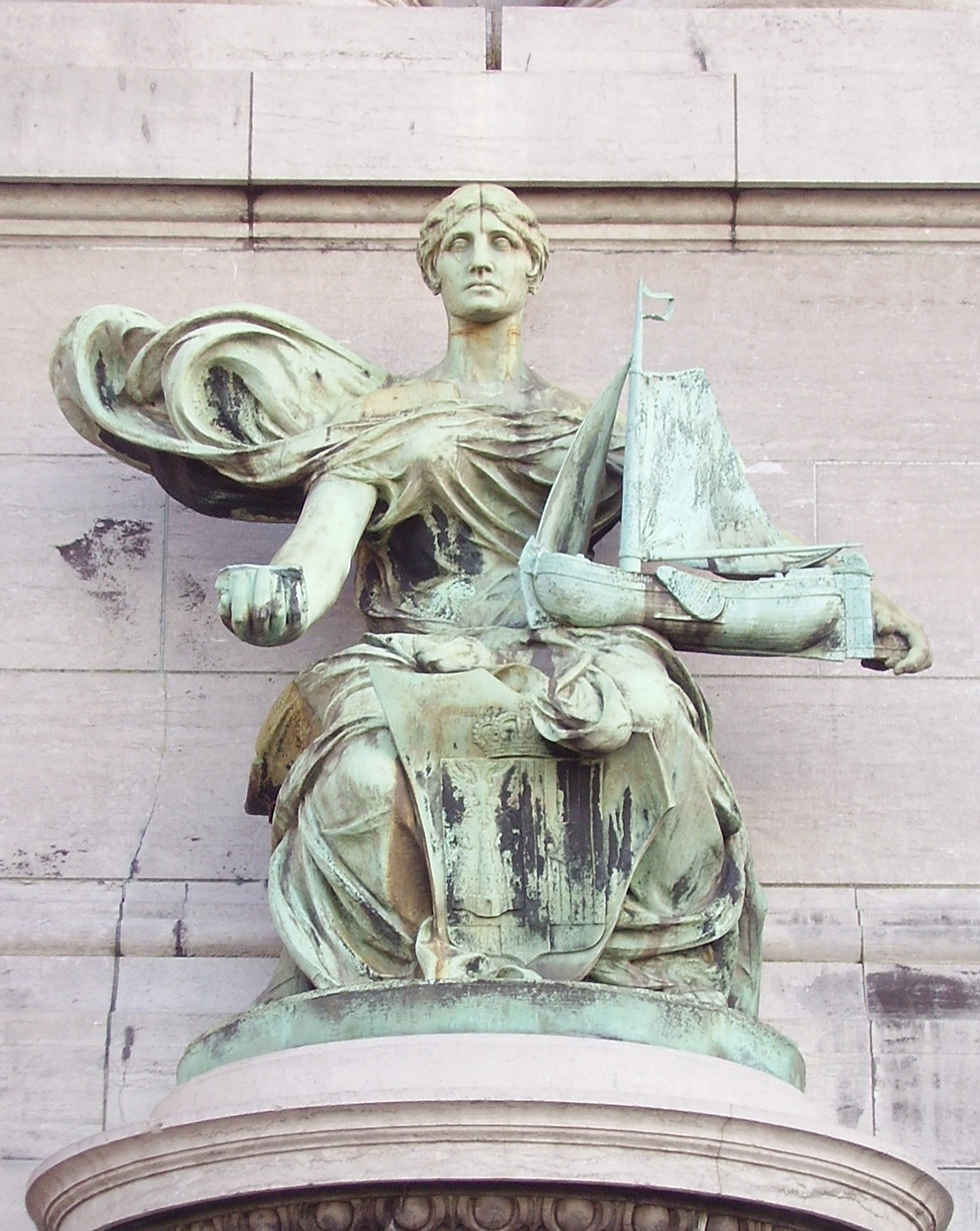
Provincie Antwerpen (1905)
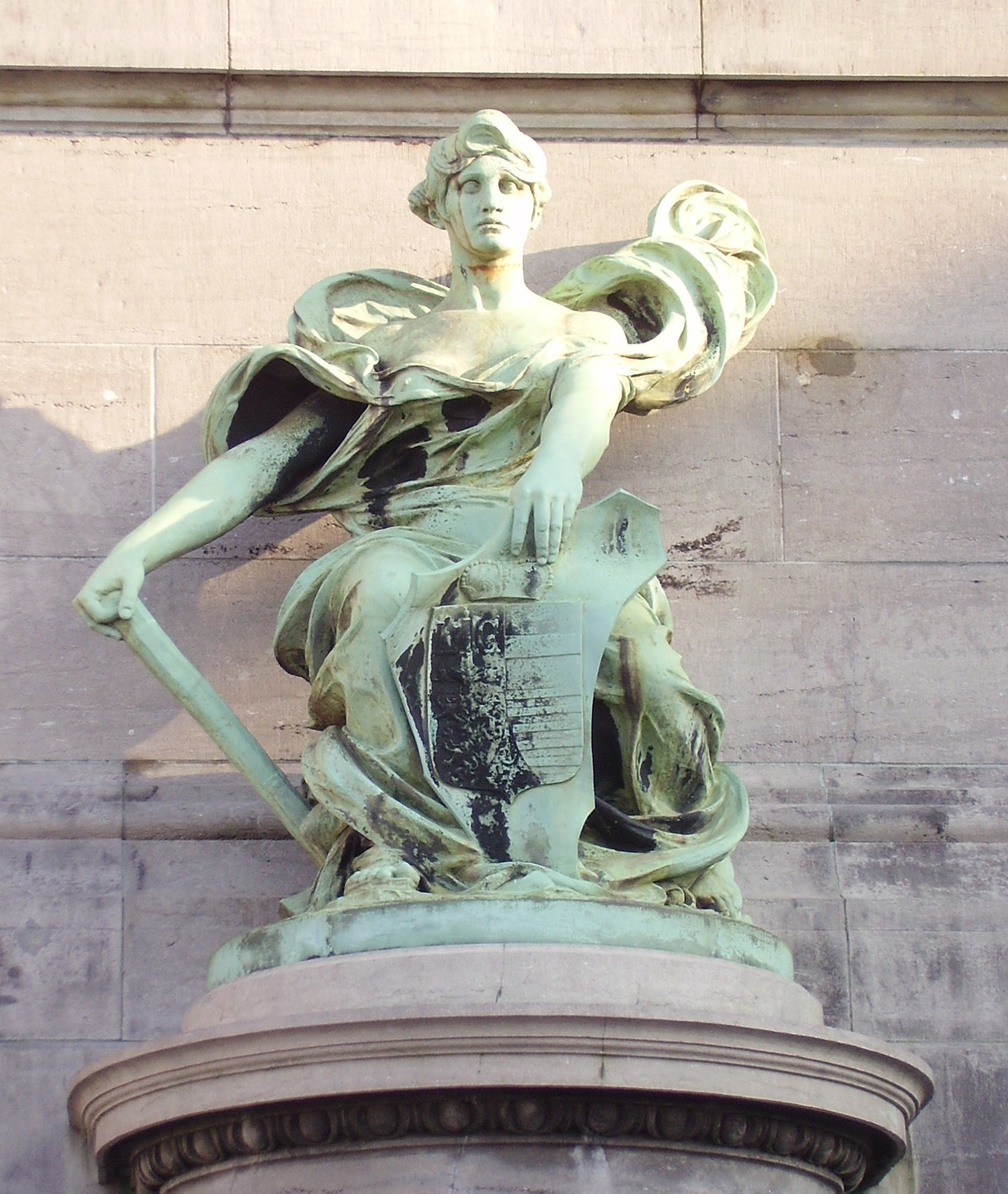
Provincie Luik (1905)
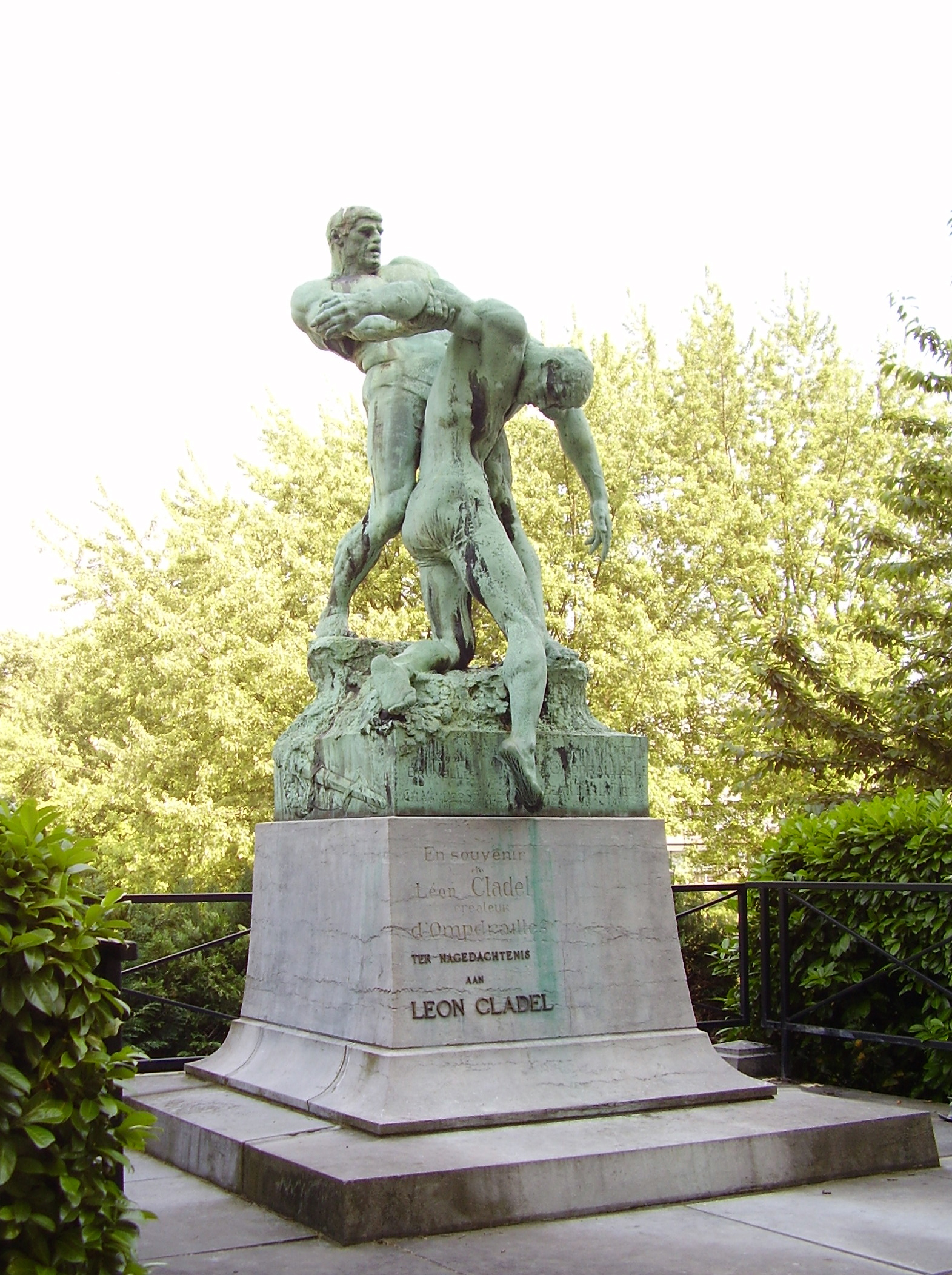
Mort d'Ompdrailles (1892/1897)

- Bibliothèque nationale de France: cb149346386 (data)
- Gemeinsame Normdatei: 117213055
- International Standard Name Identifier: 0000 0001 2129 3090
- Library of Congress Control Number: no2011054634
- RKD-Nederlands Instituut voor Kunstgeschiedenis: 90997
- Système universitaire de documentation: 152385428
- Union List of Artist Names: 500028096
- Virtual International Authority File: 40149894
- WorldCat: E39PBJgX8vdb3FPwc8JQR4Gj4q